# رده‌بندی PIR زبان‌ها و ادبیات ایرانی
رده‌بندی PIR زبان‌ها و ادبیات ایرانی کتابی از ماندانا صدیق بهزادی است که در سال ۱۳۷۱ منتشر و در مراسم کتاب سال جمهوری اسلامی ایران به‌عنوان کتاب برگزیده معرفی شد.